# Milano-Sanremo 1969
La Milano-Sanremo 1969, sessantesima edizione della corsa, fu disputata il 19 marzo 1969, per un percorso totale di 288 km. Fu vinta dal belga Eddy Merckx, giunto al traguardo con il tempo di 6h37'56" alla media di 43,424 km/h davanti a Roger De Vlaeminck e Marino Basso.
I ciclisti che partirono da Milano furono 173; coloro che tagliarono il traguardo a Sanremo furono 110.

## Ordine d'arrivo (Top 10)
| Pos. | Corridore              | Squadra            | Tempo    |
| ---- | ---------------------- | ------------------ | -------- |
| 1    | Eddy Merckx            | Faema              | 6h37'56" |
| 2    | Roger De Vlaeminck     | Flandria-De Clerck | a 12"    |
| 3    | Marino Basso           | Molteni            | s.t.     |
| 4    | Dino Zandegù           | Salvarani          | s.t.     |
| 5    | Walter Godefroot       | Flandria-De Clerck | s.t.     |
| 6    | René Pijnen            | Willem II-Gazelle  | s.t.     |
| 7    | Jan Janssen            | Bic                | s.t.     |
| 8    | Georges Van Coningsloo | Peugeot-BP         | s.t      |
| 9    | Eric Leman             | Flandria-De Clerck | s.t.     |
| 10   | Daniel Van Rijckeghem  | Mann-Grundig       | s.t.     |